# Heers
Heers är en kommun i Belgien.   Den ligger i provinsen Limburg och regionen Flandern, i den centrala delen av landet, 70 km öster om huvudstaden Bryssel. Antalet invånare är 7 068.
Trakten runt Heers består till största delen av jordbruksmark. Runt Heers är det ganska tätbefolkat, med 166 invånare per kvadratkilometer.